# 申師任堂
申 師任堂（しん・しにんどう、シン・サイムダン、신사임당 1504年 - 1551年）は、李氏朝鮮中期の女流書画家。儒学者李栗谷（り・りっこく、イ・ユルゴク）こと李珥（り・じ、イ・イ）の母。朝鮮では良妻賢母の鑑とされる。師任堂 申仁善（しにんどう・しん・じんぜん、サイムダン・シン・インソン、사임당 신인선）または、師任堂 申氏（しにんどう・しんし、サイムダン・シンシ、사임당 신씨）とも呼ばれる。
本貫は平山。江原道江陵の出身。父は名賢と言われた申命和、母は龍仁李氏である思温の娘である。名前は伝わっていない。号は師任堂、思任堂、師妊堂、妊師斎、媤（女偏に思）任堂など。師任堂とは、古代中国周王朝の文王の母・太任を師として見習うと言う意味である。

## 概説
師任堂は幼いころから四書三経に親しみ、孝心と志が高く、文章・針工・刺繍にたけていた。特に詩文と絵画に優れ、さまざまな漢詩作品が伝えられている。また安堅の影響を受けた画風は精緻精妙であり、朝鮮一の女流画家と評されている。人物は余り描かず、山水・葡萄・草・虫などを得意とした。
申師任堂は江陵で育ち、19歳で徳水李氏の元秀に嫁いだ。元秀の母（姑）と元秀は、師任堂の孝心と才能を愛し、その才能を十分に発揮できるように支援したと言われる。このため申師任堂は、朝鮮時代の女性としては稀とも言える自由闊達な環境でその才能を発揮した。元秀は、妻の描いた絵を、友人に見せて自慢したと言う微笑ましい逸話も伝わっている。38歳の時に漢城（ソウル）に転居した。
師任堂は7人の子供を産んだが、子供の教育にも熱心であった。朝鮮時代最高の儒学者として知られる李栗谷（李珥）は師任堂の三男であり、師任堂は賢母良妻の鑑とされている。
韓国銀行は2009年6月23日発行の50000ウォン紙幣の肖像に、申師任堂の肖像を用いる。なお息子の栗谷の肖像画は5000ウォン紙幣の表側に、また『草蟲圖』は5000ウォン紙幣の裏側に用いられている。
- 師任堂を良妻賢母の鑑とイメージづけたのは、朝鮮統治時代の日本と、朴正煕である。[1]
- 16世紀には芸術家として一定の評価をされていたが、息子の栗谷を信奉する学者たちによって「栗谷の母」として神格化される。やがて、日本の統治時代に入り、西洋諸国から持ち込まれた「良妻賢母」という思想に当てはめるのにちょうどよかったのが師任堂である。また、朴正煕政権に国威発揚の一環として過去の偉人を掘りおこす作業の中で、世宗大王や李舜臣とともに申師任堂が再び選ばれた。師任堂のイメージと、朴正煕の妻である陸英修のイメージが重なり、師任堂が良妻賢母として韓国国民に認識される大きなきっかけとなった。現在は、師任堂の芸術家としての才能の方を重視すべきだという声も多い。[1]

## 申師任堂を描いた作品
テレビドラマ
- 師任堂、色の日記（2017年、SBS）演：イ・ヨンエ